# Voltmeter
Et voltmeter er et måleinstrument, der måler elektrisk spænding. Formelt bruges ordet kun om sådanne instrumenter, der angiver den målte spænding i volt, som er SI-enheden for elektrisk spænding, men da denne enhed er stort set enerådende, bruges ordet "voltmeter" i dag generelt om instrumenter til måling af elektriske spændinger.
I dag er et voltmeter sjældent et selvstændigt instrument, men en del af et såkaldt multimeter, som kombinerer voltmeteret med et amperemeter, et ohmmeter og flere andre funktioner.

## Indre modstand
En "nøgleegenskab" ved et voltmeter er dets indre modstand; den elektriske modstand, der kan måles igennem instrumentet. Hvis denne modstand ikke er meget stor, vil instrumentet vise for lidt, når der måles på spændingskilder, der i sig selv har en stor indre modstand eller for vekselstrømskilder: impedans, fordi voltmeteres og spændingskildens indre modstande sammen virker som en spændingsdeler. Konsekvensen er, at voltmeteret kun "ser" den del af spændingen, der findes over dets egen indre modstand, en spænding der vil være mindre end den faktiske spænding.
Af den grund tilstræber man, at et voltmeter skal have så stor indre modstand som muligt. En almindelig metode til at opnå dette er at indskyde en forstærker eller spændingsfølger foran selve voltmeteret; kredsløb, hvis indgang kan indrettes til at have en enorm indgangsimpedans eller indre modstand, og som gennem sin udgang afleverer en spænding "magen til", blot ved en meget lavere impedans, tilstrækkeligt mindre end selve voltmeterets indre modstand til, at føromtalte "spændingsdeler-virkning" ikke har nogen praktisk betydning for instrumentet. Afhængigt af om forstærker- eller spændingsfølger-kredsløbet realiseres med elektronrør eller transistorer omtales et sådant instrument som et rørvoltmeter eller transistorvoltmeter.

## Måleområder
Det, der varetager den egentlige opgave med at måle og meddele den målte spænding, enten et drejespoleinstrument (et såkaldt analogt voltmeter) eller en AD-konverter (digitalt voltmeter), har i sig selv ét bestemt måleområde, så det kan måle spændinger fra f.eks. 0 til 0,2 volt. For at gøre instrumetet mere bredt anvendeligt, forsyner man det med en spændingsdeler, som dividerer den målte spænding med en faktor, der vælges med en omskifter; sådan et arrangement kaldes for en attenuator. På analoge instrumenter findes typisk en "generel" skala, og det er så op til den person, der bruger instrumentet at multiplicere ("gange") viserudslaget på denne skala med den faktor, der er valgt med attenuatorens omskifter. Digitale instrumenter vil typisk placere et komma og/eller et præfiks afhængigt af attenuatorens indstilling, så spændingen direkte kan aflæses i instrumentets display.

## Verdens første digitale voltmeter
Verdens første digitale voltmeter (DVM) blev opfundet i 1952-1953 af Andrew Kay (uddannet ved MIT) i hans egen virksomhed Non-Linear Systems i Del Mar, Californien. Den første DVM kunde var Naval Electronics Laboratory (nu kaldet Naval Ocean Systems Center) i 1953. Prisen for det digitale voltmeter var $2300. Det digitale voltmeter kunne udlæse 4 cifre med separat polaritet - og havde en fuldskalaudlæsningsnøjagtighed på 0,1%. De digitale cifre blev indgraveret i lucite-plader, der blev kantoplyst af hver deres glødelampe. Da glødelamperne tit skulle skiftes, blev det digitale voltmeter designet til, at de let kunne skiftes. Den automatiske områdeomskiftning inkl. polaritet, blev foretaget af relæer.